# Pangasianodon
Pangasianodon es un género de peces actinopeterigios de agua dulce, distribuidos por ríos y lagos de Asia.

## Especies
Existen solamente dos especies reconocidas en este género:
- Pangasianodon gigas Chevey, 1931
- Pangasianodon hypophthalmus (Sauvage, 1878)